# ポリーナ・シェレペン
ポリーナ・セルゲエヴナ・シェレペヌィ（またはシェレペン） (ロシア語: Полина Сергеевна Шелепень、1995年7月28日 - ) は、ロシア出身、イスラエルの元フィギュアスケート選手（女子シングル）。2009年、2011年ジュニアグランプリファイナル2位。

## 経歴
ロシア国内で将来有望な選手として期待と注目を集めていたジュニアデビュー前からISUグランプリシリーズ ロシア杯のエキシビジョン演技などで世界の目をも引き始めていた。
ジュニア年齢に達した2009-2010シーズン、ISUジュニアグランプリ ブダペストではシニア選手も含めた前シーズンのスコアランキングで18位に相当する高得点で国際スケート連盟主催大会のデビュー戦優勝を飾った。JGPファイナルでは2位となった。初出場した世界ジュニア選手権では4位だった。
2010-2011シーズン、ジュニアグランプリシリーズ初戦のクールシュヴェル大会で優勝する。

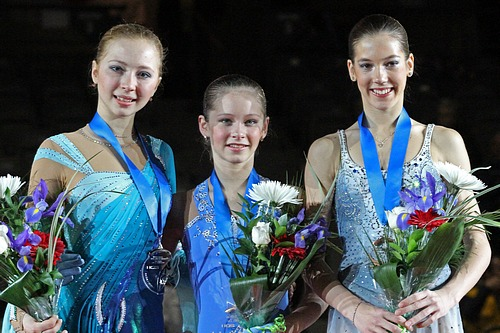
2011年ジュニアグランプリファイナルでのシェレペン（左）

2011-2012シーズン、ジュニアグランプリシリーズは2連勝でジュニアグランプリファイナルへの進出を決める。結果は2位で、同じコーチの元で練習をしているユリア・リプニツカヤと一緒に表彰台に上り、ポリーナ・コロベイニコワも加え、ロシア選手で表彰台を独占した。ロシア選手権ではSPで17位と沈み、FSで順位を10位にまで上げるもヨーロッパ選手権の代表は逃した。ロシアジュニア選手権では2位で、世界ジュニア選手権の第1補欠に選ばれた。エリザベータ・トゥクタミシェワが出場を辞退したため、出場権が回ってきた。大会の結果次第では世界選手権の代表の可能性もあったが、6位という結果とクセニヤ・マカロワのテストスケートの結果により、選ばれることは無かった。
2012-2013シーズン、コーチをスヴェトラーナ・ソコロフスカヤに変更。シニアクラスに移行。アイススターでシニアの国際大会で初優勝。グランプリシリーズに参戦し、スケートカナダで10位。NHK杯は足首の怪我のために棄権。ロシア選手権も怪我のために棄権した。2013年3月、イスラエルのパスポートを既に取得しており、移籍を行うことを発表した。
2014年8月競技から引退。練習先のアメリカから帰国し、ロシアでコーチを行う。

## 主な戦績
| 大会/年             | 2007-08 | 2008-09 | 2009-10 | 2010-11 | 2011-12 | 2012-13 |
| ------------------- | ------- | ------- | ------- | ------- | ------- | ------- |
| ロシア選手権        |         | 6       |         | 7       | 10      |         |
| GPスケートカナダ    |         |         |         |         |         | 10      |
| ネーベルホルン杯    |         |         |         |         |         | 5       |
| アイススター        |         |         |         |         |         | 1       |
| ゴールデンスピン    |         |         |         |         |         | 5       |
| 世界Jr.選手権       |         |         | 4       | 7       | 6       |         |
| ロシアJr.選手権     | 3       | 4       | 3       | 2       | 2       |         |
| JGPファイナル       |         |         | 2       | 5       | 2       |         |
| JGPブラショフ杯     |         |         |         |         | 1       |         |
| JGPボルボ杯         |         |         |         |         | 1       |         |
| JGP チェコスケート  |         |         |         | 3       |         |         |
| JGPクールシュヴェル |         |         |         | 1       |         |         |
| JGPミンスク・アイス |         |         | 1       |         |         |         |
| JGPブダペスト       |         |         | 1       |         |         |         |

### 詳細
| 2012-2013 シーズン    |                                                    |          |          |           |
| 開催日                | 大会名                                             | SP       | FS       | 結果      |
| 2012年12月13日 - 16日 | 2012年ゴールデンスピン（ザグレブ）                 | 3 47.84  | 7 80.32  | 5 128.16  |
| 2012年10月26日 - 28日 | ISUグランプリシリーズ スケートカナダ（ウィンザー） | 10 46.18 | 10 78.11 | 10 124.29 |
| 2012年9月27日 - 29日  | 2012年ネーベルホルン杯（オーベルストドルフ）       | 4 53.63  | 6 93.96  | 5 147.59  |
| 2012年9月7日 - 9日    | 2012年アイススター（ミンスク）                     | 1 51.52  | 1 90.19  | 1 141.71  |

| 2011-2012 シーズン     |                                                             |          |          |           |
| 開催日                 | 大会名                                                      | SP       | FS       | 結果      |
| 2012年2月27日 - 3月4日 | 2012年世界ジュニアフィギュアスケート選手権（ミンスク）      | 12 47.99 | 4 108.03 | 6 156.02  |
| 2012年2月5日 - 7日     | ロシアジュニアフィギュアスケート選手権（ヒムキ）            | 2 61.93  | 3 120.61 | 2 182.54  |
| 2011年12月24日 - 28日  | ロシアフィギュアスケート選手権（サランスク）                | 17 45.44 | 7 109.34 | 10 154.78 |
| 2011年12月8日 - 11日   | 2011/2012 ISUジュニアグランプリファイナル（ケベックシティ） | 2 54.99  | 2 107.35 | 2 162.34  |
| 2011年9月21日 - 25日   | ISUジュニアグランプリ ブラショフ杯（ブラショフ）            | 1 50.63  | 1 106.98 | 1 157.61  |
| 2011年8月31日 - 9月4日 | ISUジュニアグランプリ ボルボ杯（リガ）                      | 5 47.92  | 1 105.48 | 1 153.40  |

| 2010-2011 シーズン     |                                                            |         |          |          |
| 開催日                 | 大会名                                                     | SP      | FS       | 結果     |
| 2011年2月28日 - 3月6日 | 2011年世界ジュニアフィギュアスケート選手権（江陵）         | 4 56.58 | 8 93.35  | 7 149.93 |
| 2011年2月2日 - 4日     | ロシアジュニアフィギュアスケート選手権（カザン）           | 2 60.31 | 3 114.02 | 2 174.33 |
| 2010年12月25日 - 29日  | ロシアフィギュアスケート選手権（サランスク）               | 9 53.89 | 7 105.14 | 7 159.03 |
| 2010年12月9日 - 12日   | 2010/2011 ISUジュニアグランプリファイナル（北京）          | 3 53.26 | 6 94.11  | 5 147.37 |
| 2010年10月13日 - 16日  | ISUジュニアグランプリ チェコスケート（オストラヴァ）       | 2 50.46 | 3 102.46 | 3 152.92 |
| 2010年8月25日 - 28日   | ISUジュニアグランプリ クールシュヴェル（クールシュヴェル） | 2 48.11 | 1 103.31 | 1 151.42 |

| 2009-2010 シーズン   |                                                      |          |          |          |
| 開催日               | 大会名                                               | SP       | FS       | 結果     |
| 2010年3月12日 - 13日 | 2010年世界ジュニアフィギュアスケート選手権（ハーグ） | 7 51.42  | 3 100.23 | 4 151.65 |
| 2010年2月3日 - 6日   | ロシアジュニアフィギュアスケート選手権（サランスク） | 10 53.49 | 3 105.85 | 3 159.34 |
| 2009年12月3日 - 6日  | 2009/2010 ISUジュニアグランプリファイナル（東京）    | 1 59.54  | 2 99.75  | 2 159.29 |
| 2009年9月23日 - 27日 | ISUジュニアグランプリ ミンスク・アイス（ミンスク）   | 1 49.65  | 1 101.43 | 1 151.08 |
| 2009年8月26日 - 30日 | ISUジュニアグランプリ ブダペスト（ブダペスト）       | 1 54.84  | 1 102.73 | 1 157.57 |

| 2010-2011 シーズン      |                                                      |         |         |          |
| 開催日                  | 大会名                                               | SP      | FS      | 結果     |
| 2009年1月28日 - 31日    | ロシアジュニアフィギュアスケート選手権（サランスク） | 7 47.25 | 4 95.15 | 4 142.40 |
| 2008年年12月24日 - 28日 | ロシアフィギュアスケート選手権（カザン）             | 9 44.81 | 4 97.53 | 6 142.34 |

| 2007-2008 シーズン     |                                                              |    |    |          |
| 開催日                 | 大会名                                                       | SP | FS | 結果     |
| 2008年1月30日 - 2月2日 | ロシアジュニアフィギュアスケート選手権（ロストフ・ナ・ドヌ） | 3  | 2  | 3 139.84 |

## プログラム
| シーズン  | SP | FS                                                                    | EX                                             |
| --------- | --- | --------------------------------------------------------------------- | ---------------------------------------------- |
| 2012-2013 | 枯葉 作曲：ジョゼフ・コズマ 演奏：ロジャー・ウィリアムズラテンメドレー                                       | 映画『風と共に去りぬ』サウンドトラックより 作曲：マックス・スタイナー |                                                |
| 2011-2012 | Variations on classical music マルコ・ポーロ シルクロードの冒険 作曲：エンニオ・モリコーネ                   | ヴァイオリン・コンチェルト 作曲：フェリックス・メンデルスゾーン       |                                                |
| 2010-2011 | 白鳥の湖(remix version) 作曲：ピョートル・チャイコフスキー                                                   | コロブチカ ロシアン・フォーク                                         | Ain't No Other Man by クリスティーナ・アギレラ |
| 2009-2010 | アルビノーニのアダージョ 作曲：トマゾ・アルビノーニ マイケル・ジャクソン メドレー 演奏：エドウィン・マートン | だったん人の踊り 作曲：アレクサンドル・ボロディン                     | Ain't No Other Man by クリスティーナ・アギレラ |
| 2008-2009 | Fireworks 演奏：エドウィン・マートン                                                                         | Love in Venis 演奏：エドウィン・マートン                              |                                                |